# Johannes Haasnoot
Johannes Haasnoot (Maassluis, 25 januari 1897 – Rotterdam, 5 augustus 1987) was een Nederlands roeier. Eenmaal nam hij deel aan de Olympische Spelen, maar won bij die gelegenheid geen medaille. 
Op de Olympische Spelen van 1920 in Antwerpen maakte hij op 20-jarige leeftijd zijn olympisch debuut bij de acht met stuurman. De roeiwedstrijden vonden plaats op het kanaal van Willebroek, vlak bij Brussel, tussen het domein "Drie Fonteinen" te Vilvoorde  en de cokesfabriek "Marly" te Neder-Over-Heembeek. Het Nederlandse team finishte in de eerste serie met een tijd van 6.38,2 en werd hiermee uitgeschakeld door de Franse ploeg. 
Hij was aangesloten bij studentenroeivereniging D.S.R.V. Laga in Delft. Van beroep was hij werktuigbouwkundig ingenieur.

## Palmares

### roeien (vier zonder stuurman)
- 1920: series OS - 6.38,2

Philip Jongeneel · 
Johannes van der Vegte · 
Bernard te Hennepe · 
Willem Hudig · 
Frederik Koopman · 
Huibert Boumeester · 
Johannes Haasnoot · 
Robbert Blaisse · 
Liong Siang Sie (stuurman)